# Yacimiento de Hallstatt
Hallstatt es un yacimiento austríaco del lago del mismo nombre. Posee un paisaje glaciar a más de tres mil metros de altura. Especialmente fue un gran cementerio de los mineros de la sal de las montañas glaciales. Acaba dando nombre a una cultura prehistórica, antecesora de la cultura de La Tène.

## Periodización
En 1885 Tischler divide el periodo de Hallstatt en dos, y La Téne en tres, sobre la base de la evolución de espadas, puñales y fíbulas. En 1902 Reinecke lleva a cabo una periodización, hoy considerada clásica: sitúa a los grupos transicionales (grupos humanos que introducen la cremación) en la Edad del Bronce, estableciendo cuatro periodos del Hallstatt (A, B, C, D). Los dos primeros corresponden al Bronce Final, el resto a la I Edad del Hierro. Se aprecia esa continuidad en el desarrollo de Hallstatt en esta nueva periodización. El siguiente paso lo da Kimmig que fija su atención en los campos de urnas. Partiendo de Reinecke los diferencia en cuatro periodos: 
- I: Final del Bronce (grupos transicionales, 1200-1000).
- II-III: etapa clásica de campos de urnas que corresponde con Hallstatt A y B (1000-800, 800-700).
- IV: es el Hallstatt C y D, llamados campos de urnas tardíos o de la Edad del Hierro (700-500).

Müller-Karpe a través del material del Heládico de CC. UU., subdivide el periodo clásico A I y II y B I, II y III.
| Periodo           | Reinecke    | Kimmig              | Müller-Karpe            | Fecha           |
| ----------------- | ----------- | ------------------- | ----------------------- | --------------- |
| Edad del Bronce   | Bronce D    | Campos de Urnas I   |                         | 1200-1000 a. C. |
| Bronce Final      | Hallstatt A | Campos de Urnas II  | Hallstatt A I y II      | 1000-800 a. C.  |
| Bronce Final      | Hallstatt B | Campos de Urnas III | Hallstatt B I, II y III | 800-700 a. C.   |
| I Edad del Hierro | Hallstatt C | Campos de Urnas IV  |                         | 700-500 a. C.   |
| I Edad del Hierro | Hallstatt D | Campos de Urnas IV  |                         | 700-500 a. C.   |

## Yacimiento
No se sabe su lugar de asentamiento sino como trabajaban y donde se enterraban. No hay rastro de cementerio, establecimiento o explotación de sal antes del Bronce Final, 1000 a. C. A partir del 800 hay testimonio de los cementerios, con más de mil tumbas. Del 1000-800 hay trabajos en la zona norte de la formación montañosa. Luego en Hallstatt C y D en el sector oriental para ya, en la fase de La Tène, explotar el sector más occidental. A finales del hierro las minas se abandonan porque los mineros se trasladan a Dürrnberg.

## Minas
Hay escasas pruebas de actividad en esos 200 primeros años, lo que sugiere que se establece una comunidad no permanente. Es un trabajo por parte de individuos con otras labores y, por ello, sólo una vez al año se dedican a la extracción. Las minas nos resaltan los materiales que utilizaron como largos picos de bronce con mangos de madera, mazas de madera y palas. Los terrones de sal eran llevados a la superficie en capazos. Para tanta madera, la obtenían de los bosques de las montañas adyacentes. En las galerías también se han encontrado abrigos de piel, lana o lino. Por último se ven restos de comida que ponen de relevancia la larga estancia de trabajo en las minas.
La tecnología utilizada en el Bronce Final es la misma que la de las minas de cobre de la época. Más tarde del 800 se desarrollan métodos específicos para obtener este material. Se tallan galerías más anchas y horizontales. Los bloques extraídos son más grandes. En total excavaron unos 3750 metros de galerías y, de ellas, obtuvieron 2 millones de metros cúbicos de sal.

## Necrópolis y aplicación a la sociedad
Hay más de dos mil sepulturas. En 1846 se empieza a excavar, hasta 1863. Se encuentran, en un principio, novecientas sepulturas. Se ha descubierto que se practicaba tanto la inhumación como la cremación. Es importante la información de esta necrópolis para entender esta sociedad. No todas las tumbas dan la misma información. Solo 1100 enterramientos permiten extraer documentación precisa. Saltan a la vista los ricos enterramientos de los que se ha extraído información sobre la riqueza del lugar y el contacto comercial. Importante vida del cementerio del 800-400 a. C.
Esos 1100 enterramientos han permitido saber que esta comunidad era de 200-400 personas, cifra muy alta para esos tiempos. Los restos óseos y el ajuar hicieron pensar que de esas 200-400 personas, la mayoría sería sobre todo guerreros, mineros y comerciantes. Más tarde permiten reconocer dos grandes tipos de tumbas con una composición social de una comunidad de hombres y mujeres (enterramientos con armas pertenecientes a hombres y los que predominan el adorno de mujeres). Las tumbas de incineración no hacen fácil la identificación de los cadáveres. Gracias a algunos restos se han conocido niños, que vivían y trabajaban en las minas. La extracción de la sal fue una ocupación familiar desempeñada por todos los miembros de la familia.

## Objetos en las tumbas y su aplicación en las relaciones comerciales
El aspecto más destacado es la información sobre relaciones comerciales. Las tumbas señalan una comunidad muy rica en la cual, no constan grandes diferencias sociales (no hay unas pocas tumbas ricas sino que la gran mayoría lo son). Gran parte de los objetos son cerámicas decoradas, brazaletes, agujas, armas… de procedencia del norte de Austria o sur de Baviera. Algunas piezas, como las de joyería, proceden de los Alpes eslovacos. En Italia se fabricaron calderos de bronce gran decorados. Del Báltico proceden los restos de ámbar. Unas pocas piezas de marfil dan muestras de la llegada del material africano por Italia.
Se ve un yacimiento con gran variedad de elementos de procedencia foránea. Por tanto, obtenidos por comercio. Espadas de hierro con pomos de marfil o ámbar, cascos y corazas y, se empiezan a encontrar, vajillas de bronce destinadas a la ingesta de bebidas alcohólicas. Hay una mayor frecuencia de todos estos materiales que en ningún otro cementerio de la época. Otros objetos son particulares de Hallstatt. Muchas hachas de bronce decoradas con figuras fundidas de animales o personajes antropomorfos.

## La ciudad de los mineros de la sal
Del 1000 al 800 se produce un despegue económico en Hallstatt. Las primeras ciudades comerciales del mediterráneo debieron surgir de forma parecida y en esta época. En Hallstatt debió de haber un aumento de la producción de la sal por el aumento de demanda. Ya se conoce lo relevante de la sal como producto conservante. Gracias a ésta se podían alimentar las gentes de sitios apartados o los que vivían en ciudades trabajando en bienes de consumo estarían relativamente tranquilos ante posibles hambrunas. Como resultado el sistema agrícola es más seguro y hay una posibilidad de producir excedentes, los cuales propician un avance en el comercio.
También en esta fase se da una experimentación en la explotación de la sal, se convierte en una industria. Es difícil de saber a través de la arqueología cómo se inicia este proceso. En las primeras etapas de explotación no sería muy rentable y por eso tendrían otras actividades. Se ha sugerido que unos mineros de cobre a unos 40 km al este de las minas podrían ser los pioneros pues las técnicas son las mismas tanto en la extracción de la sal como en la del cobre.
Esta sal de Hallstatt se comercia con Austria y Baviera, pero teniendo en cuenta los objetos foráneos de las tumbas hay que considerar que los contactos comerciales serían más amplios. En esta fase de comercio precapitalista la finalidad era conseguir importaciones exóticas, permitiendo a sus poseedores hacer ostentación de poder. No se trata de conseguir un beneficio en el sentido capitalista actual.
El aumento de la eficacia de la agricultura en el Bronce Final da excedentes con los que comerciar. Estas mejoras en la agricultura facilita el que haya más gente que se pueda dedicar a actividades no productivas. En Hallstatt crece el número de habitantes, llegando a unos 400-800 habitantes. Deja de crecer, quizás, porque las necesidades de la gente lo frenaron.
Es significativa la falta de ajuares pobres en las tumbas, que hubiera dado a entender la explotación de obreros. Podría indicar, por tanto, el beneficio generalizado de toda la población. En Stigna se dieron cuenta del potencial del metal, induciendo a sus metalúrgicos a aumentar la producción. Para sostenerles podrían haber atraído a los agricultores por las noticias de riqueza. Así que cuanto más producían, había más comercio y con ello crecían las ciudades.
En un período situado a partir de los inicios del primer milenio a. C. se produce el despegue económico en Hallstatt, coincidiendo con el resurgir de las primeras ciudades comerciales del mediterráneo. En Hallstatt debió de haber un aumento de la producción de la sal por un aumento de demanda como producto conservante ante posibles hambrunas. Como resultado de ello, existe la posibilidad de producir un excedente, el cual propicia un progreso del comercio. Aparentemente, en esta fase la explotación de la sal se convierte en una industria, aunque resulta difícil conocer el proceso exacto mediante la investigación arqueológica, aunque las técnicas primitivas de extracción serían las mismas en la extracción de la sal como en la antigua minería del cobre. La producción abriría un primer comercio con el resto de Austria y Baviera, pero los ajuares de los enterramientos reflejan contactos comerciales más amplios, con importaciones exóticas que permitían a sus poseedores manifestar su riqueza.